# طب الروماتزم
طب الروماتزم أو مبحث الروماتزم أو طب الرثويات أو مبحث الرثويات (بالإنجليزية: Rheumatology)‏ هو فرع من فروع الطب الباطني يعنى بدراسة الأمراض التي تصيب الجهاز العضلي الهيكلي بما فيها العظام والمفاصل والأنسجة الرخوة، وهو يختلف عن جراحة العظام من حيث أنه لا يتدخل في العلاجات الجراحية وإنما يسعى لدراسة الآلية الإمراضية وتحديد أسباب المرض ومعالجته بالأدوية، ويعدّ مرض التهاب المفاصل الرثياني أهم الأمراض التي تتم دراستها في هذا الاختصاص، يليه الداء التنكسي أو ما يعرف بالروماتيزم. كما يعدّ مرض هشاشة العظام من الأمراض التي يكثر انتشارها حاليا وبالتالي الاهتمام بها في هذا الفرع من الطب، بالإضافة إلى الذئبة والتهابات الأوعية (باللاتينية: Vasculitis) وهي عموما أمراض قليلة الشيوع.
يشار إلى هذا الاختصاص أحيانا باسم طب أمراض الجهاز الحركي أو الجهاز الهيكلي إذ أنه يتناول أيضا دراسة الأمراض التي تصيب كافة المكونات الأساسية للهيكل البشري من عظام ومفاصل وأوتار وأربطة وعضلات وأنسجة ضامة بالإضافة إلى العمود الفقري ومكوناته من فقرات وأقراص بين فقرية ومفاصل بين فقرية وأوتار.
بالإضافة إلى ما ذكر، يتناول هذا الاختصاص أيضا زمرة من الأمراض يشار إليها بأمراض المناعة ضد الذات وهي الأمراض الناجمة عن خلل في جهاز المناعة البشري.

## أخصائي الأمراض الروماتيزمية.
المتخصص في الأمراض الروماتيزمية هو الطبيب المتخصص في التخصص الفرعي الذي يسمى علم الأمراض الروماتيزمية، ويحمل درجة علمية في الطب أو درجة علمية في طب تقويم العظام M.D. والتدريب في هذا المجال يتطلب أربع سنوات الدراسة الجامعية، ثم أربع سنوات في كلية الطب، وفي الولايات المتحدة يتطلب ثلاث سنوات من النيابة في أحد المستشفيات أو المعاهد الطبية، تليها سنتين أو ثلاث سنوات تدريب زمالة إضافية. ويختلف عدد السنوات اللازمة للتدريب في الدراسات العليا المتخصصة في أمراض الروماتيزم من بلد لأخر وفقا لاحتياجات البلدان المختلفة. ويكون أخصائيو الأمراض الروماتيزمية في الأساس أطباء باطنية أو أطباء أطفال المؤهلين من خلال تدريب إضافي وخبرة تكتسب في الدراسات العليا في تشخيص وعلاج التهاب المفاصل وأمراض أخرى ذات صلة بالعضلات والمفاصل والعظام. ويقوم كثير من أخصائيي الرماتيزم أيضا بإجراء الأبحاث الطبية لتحديد سبب هذه الأمراض وأفضل علاج لهذه الأمراض الخطيرة والتي تسبب إعاقة في بعض الأحيان. وتستند طرق العلاج على البحث العلمي، وفي الوقت الراهن، معظم ممارسات علم الأمراض الروماتيزمية تستند إلى الأدلة.
ويقوم أخصائييو الأمراض الروماتيزمية بعلاج التهابات المفاصل وبعض أمراض المناعة الذاتية، والاضطرابات وألام العضلات والعظام وهشاشة العظام. وهناك أكثر من 200 نوع من هذه الأمراض، بما في ذلك الروماتيزم، والتهاب المفاصل والنقرس والذئبة وآلام الظهر وهشاشة العظام، والتهاب الأوتار. بعض هذه الأمراض خطيرة جدا حيث تكون من الصعب تشخيصها وعلاجها. ويقومون بعلاج مشاكل الأنسجة اللينة ذات الصلة بالرياضات التي تعتمد على الجهاز الحركي واضطرابات الأنسجة اللينة ويكون التخصص مترابط مع العلاج الطبيعي، الطب الفيزيائي وإعادة التأهيل للمرضى المعوقين. ويكون لبرامج تعليم المريض والعلاج المهني دور أيضا جنبا إلى جنب مع هذا التخصص.
هناك العديد من المنظمات الدولية التي تمثل أخصائيي الأمراض الروماتيزمية في جميع أنحاء العالم. الكلية الأمريكية لأمراض الروماتيزم (إيه سي آر)، وجمعية محترفي الصحة في الروماتيزم (ARHP)، والرابطة الأوروبية لمكافحة مرض الروماتيزم (EULAR)، اتحاد رابطات جامعات آسيا والمحيط الهادئ للروماتيزم (APLAR)، والرابطة الدولية لجمعيات لأمراض الروماتيزم (ILAR) هي المنظمات الدولية الرئيسية المنشأة والتي تنظم العديد من الأنشطة المتعلقة بهذا التخصص، وهذه المنظمات تسعى إلى نشر وتعزيز المساعي في مجال مرض الروماتيزم دوليا، علاوة على ذلك، هناك جمعيات وكليات الروماتيزم تمثل أخصائي الروماتيزم منتشرة في كل دولة في جميع أنحاء العالم والتي تمثل المنظمات المذكورة أعلاه في كل أمة.
على سبيل المثال، هناك ما يقرب من 480 استشاري أمراض الروماتيزم في المملكة المتحدة. وعددهم في زيادة في جميع البلدان، كما أن هناك تزايدا في الطلب على المتخصصين في هذا المجال مع تزايد عدد السكان من كبار السن المرضى الذين يحتاجون إلى علاج متخصص.

## الأمراض
الأمراض التي يشخصها ويعالجها أخصائي الأمراض الروماتيزمية تشمل:
- التهاب المفاصل الروماتزمي
- الذئبة
- متلازمة شيغرن
- تصلب الجلد (التصلب الجهازي)
- التهاب الجلد والعضل
- التهاب مجموعة غضاريف
- التهاب العضلات
- ألم العضلات الروماتزمي
- التهاب المفاصل
- التهاب المفاصل الملوث
- داء الساركويد
- النقرس، النقرس الكاذب
- spondyloarthropathies
  - التهاب الفقار الروماتويدي
  - التهاب المفاصل الارتكاسي (ويعرف أيضا بالاعتلال المفصلي التفاعلي)
  - الاعتلال المفصلي في الصدفية
  - الفقار (enteropathic)
- التهاب الأوعية
  - التهاب الشرايين المتعدد العجري
  - فرفرية هينوك-شونلاين
  - داء المصل
  - ورام حبيبي ويغنري
  - التهاب الشريان ذو الخلايا العملاقة ي
  - التهاب الشريان الصدغي
  - داء تاكاياسو«التهاب الشرايين» Takayasu's arteritis
  - مرض بهجت (متلازمة بيسيت)
  - داء كاواساكي (متلازمة العقدة اللمفية المخاطية الجلدية)
  - مرض بورغر (المسد التهاب وعائي خثاري)

لأحداث التهاب المفاصل مجهول السبب (جي أي ايه)؛ وتتضمن مجموعة واسعة من أمراض المفاصل التي تصيب الأطفال.

### التهاب المفاصل الروماتيزمية
روماتيزم الأنسجة اللينة؛ (الأمراض الموضعية والتقرحات التي تصيب المفاصل والهياكل حول المفاصل بما فيها الأوتار وكبسولات الأربطة، الأجربة وكسور الإجهاد، العضلات، وانحباس العصب، تقرحات الأوعية، العقدة العصبية، تشوهات النسيج الضام واضطرابات الأنسجة اللينة الموضعية إلخ.)

### الأمراض التي تصيب العظام
- هشاشة العظام ولين العظام، ضمور العظام الكلوي والتسمم بالفلور والكساح الخ.
- اضطرابات خلقية ووراثية تؤثر على المفاصل
- تفرط اتساع المفاصل
- إهلرز - متلازمة إيلر، Achondroplasisa، متلازمة مارفان الخ.

## التشخيص
بالإضافة إلى التدقيق في التاريخ المرضي، هناك طرق مفيدة للتشخيص يمكن إجراءها بسهولة بفحص جسدالمريض، وعلى الجانب الآخر، توجد طرق أخرى أكثر تعقيدا، وتتطلب في كثير من الأحيان أخصائي أمراض روماتيزمية أو أطباء اخرون متخصصون.

### فحص جسد المريض
فيما يلي أمثلة على طرق التشخيص التي تؤدى عند الفحص البدني العادي.
- اختبار شوبر ويفحص الانحناء من أسفل الظهر.
- الفحص لعدد من المفاصل.
- فحص العضلات والعظام
  - فحص واختبار العظام والعضلات—تقييم سريع للهيكل والوظيفة
  - الفحص العام للعظام والعضلات—إجراء تقييم شامل لالتهاب المفاصل
  - الفحص الموضعي للعظام والعضلات—تقييم دقيق للوظيفة والهيكل والالتهابات جنبا إلى جنب مع الفحوصات الخاصة

### الفحوصات المتخصصة
- الاختبارات المعملية (مثل معدل ترسيب كرات الدم الحمراء، عامل الروماتويد، انتي سي سي بي (Anti-CCP) ، ايه ان ايه (الأجسام المضادة ضد نواة الخلية)
- الأشعة السينية للمفاصل المتضررة وطرق التصوير الأخرى
- الباثولوجيا الخلوية والباثولوجيا الكيميائية من السوائل المسحوبة من المفاصل المتضررة (وقد تستخدم مثلا في التفريق بين التهاب المفاصل الملوث والنقرس)

## العلاج
تعالج معظم الأمراض الروماتيزمية بالمسكنات، الأدوية المضادة للالتهاب (الأدوي غير الستيرويدية المضادة للالتهابات)، الكوتيزون (في الحالات الخطيرة)، أدوية تعديل المرض المضادة للروماتيزم، الأجسام المضادة وحيدة النسيلة، مثل انفلكسيماب إنفليكسيماب واداليمامب adalimumab، ومستقبلات تي إن إف الذائبة مثل الإيتانرسبت والميثوتركسات Methotrexate وتستخدم لتقليل حدة لالتهاب المفاصل الروماتزمي. وقد تم ترخيص عوامل بيولوجية مثل ريتوكسيماب (المضادة للخلايا ب) للاستخدام في علاج التهاب المفاصل الروماتويدي المقاوم للعلاجات التقليدية.
والعلاج الطبيعيه دورهي في علاج كثير من الاضطرابات الروماتزمية. العلاج المهني يمكنه أيضا مساعدة المرضى بإيجاد طرق بديلة للتحركات الشائعة التي تقيد بسبب المرض. المرضى المصابين بالتهاب المفاصل الروماتويدي غالبا مايحتاجون للخضوع للعلاج فترات طويلة، واتباع نهج منسق مع فريق متعدد التخصصات من أجل إدارة المرض لكل مريض، حيث يتم تصميم خطة العلاج في كثير من الأحيان وفقا للاحتياجات الفردية للمريض التي تعتمد أيضا على الاستجابة وتحمل الأدوية.

## البحث العلمي
في الآونة الأخيرة، الجزء الأكبر من البحث العلمي يتعامل على خلفية أن أمراض المناعة الذاتية، هي سبب العديد من الاضطرابات الروماتيزمية. أيضا، برز مجال مناعة العظام (osteoimmunology) لمواصلة دراسة التفاعلات بين منظومة المفاصل والمناعة والعظام. وتجري أيضا الدراسات الوبائية (لمعرفة أسباب وطرق انتشار المرض) والتجارب الدوائية للعلاجات. وأضاف البحث العلمي في التجارب حيوية والسريرية على الأجسام المضادة وحيدة النسيلة بعدا جديدا إلى العلاج الطبي لاضطرابات المفاصل.